# لیسته سونس
لیسته سونس (انگلیسی: Lisette Sevens؛ زادهٔ ۲۹ ژوئن ۱۹۴۹) بازیکن هاکی روی چمن اهل هلند بود.
وی در مسابقات کشوری و بین‌المللی در مجموع برندهٔ ۵ مدال طلا، ۱ مدال نقره، ۱ مدال برنز شده‌است.